# Troguloidea
Super-famille
Les Troguloidea sont une super-famille d'opilions dyspnois.

## Liste des familles
Selon World Catalogue of Opiliones (22/04/2021) :
- Dicranolasmatidae Simon, 1879
- Nemastomatidae Simon, 1872
- Nipponopsalididae Martens, 1976
- Trogulidae Sundevall, 1833
- † Eotrogulidae Petrunkevitch, 1955
- † Nemastomoididae Petrunkevitch, 1955

## Publication originale
- Sundevall, 1833 : Conspectus Arachnidum. C.F. Berling, Londini Gothorum, p. 1-39.